# Gnessin-Institut Moskau

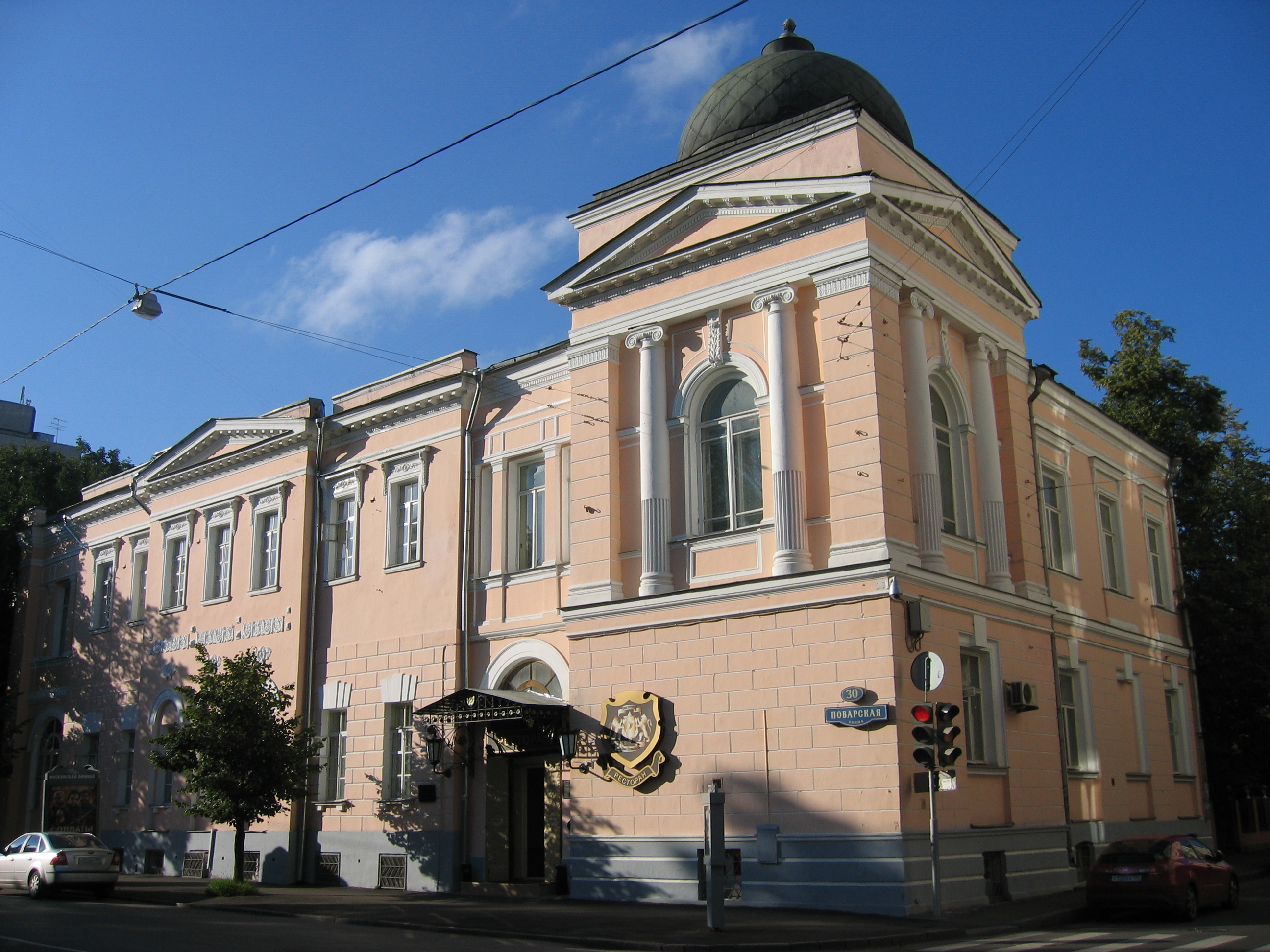
Hauptgebäude des Instituts

Die Russische Gnessin-Musikakademie (russisch Российская академия музыки имени Гнесиных; historisch Gnessin-Institut) ist neben dem Konservatorium eine der beiden Musikhochschulen in Moskau.

## Geschichte

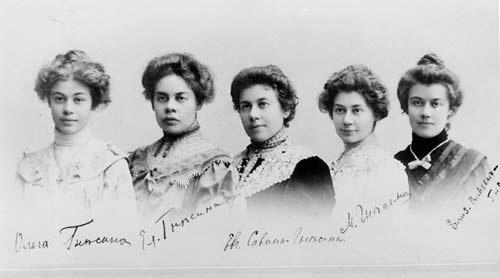
Die Gnessin-Schwestern

Die Schule wurde am 15. Februar 1895 von Jelena Gnessina und ihren beiden Schwestern Jewgenija und Maria gegründet, die das Moskauer Konservatorium mit großem Erfolg absolviert hatten.
In den folgenden Jahrzehnten wurde die Schule mehrmals umgebaut und erweitert. Sie gilt heute als Elite-Musikhochschule.

## Absolventen
- Nadeschda Babkina (* 1950), Altistin und Chorleiterin
- Walentin Berlinski (1925–2008), Cellist
- Dima Bilan (* 1981), Popsänger
- Alexander Brill, Jazz-Saxophonist
- Dimitri Brill, Jazz-Saxophonist
- Roberto Cani (* 1967), italienischer Geiger
- Leonid Charitonow (1933–2017), sowjetisch-russischer Bassbariton und Solist des Alexandrow-Ensembles
- Elwira Chochlowa, Sopranistin
- Larissa Dolina, Jazz- und Popsängerin
- Boris Elkis (* 1973), Komponist
- Evgenia Fölsche (* 1983), Pianistin
- Alina Ibragimowa (* 1985), Geigerin
- Jewgeni Isotow (* 1973), Oboist
- Sascha Iwanow, Filmkomponist
- Ekaterina Karmanova-Beyer (* 1968), Pianistin
- Jakow Kasjanski, Komponist und Jazzpianist
- Yuri Katz, Musikproduzent
- Filipp Kirkorow (* 1967), Pop-Komponist und -Sänger
- Jewgeni Kissin (* 1971), Pianist
- Lew Knipper (1898–1974), Komponist und NKWD-Agent
- Alexander Kobrin (* 1980), Pianist
- Iossif Kobson (1937–2018), Sänger
- Oleg Kroll, Jazzpianist
- Alexei Kruglow (* 1979), Jazzmusiker
- Boris Kusnezow (* 1985), Pianist
- Irina Lankova (* 1977), Pianistin
- Konstantin Lifschitz (* 1976), Pianist
- Irina Loskova, Pianistin
- Oleg Maisenberg (* 1945), Pianist
- Alexander Malofeev (* 2001), Pianist
- Mikhail Mordvinov (* 1977), Pianist
- Quiynh Nguyen, Pianist
- Jakow Okun (* 1972), Jazzpianist
- Boris Parsadanian, Komponist
- Alla Pavlova (* 1952), Komponistin
- Olga Romanko (* 1958), Opernsängerin
- Wissarion Schebalin (1902–1963), Komponist
- Anatoli Scheludjakow, Pianist
- Arkadi Schilkloper (* 1956), Alphornbläser
- Michael Schnack (* 1967), US-amerikanischer Dirigent, Pianist und Komponist
- Wladislaw Schut (1941–2022), Komponist
- Tatjana Selikman, Pianistin und Lehrerin am Gnessin-Institut
- Viktor Suslin (1942–2012), Komponist
- Ljudmila Sykina (1929–2009), Volkssängerin
- Mikael Tariwerdijew (1931–1996), Komponist
- Nikolai Tokarew (* 1983), Pianist
- Walentina Tolkunowa (1946–2010), Sängerin
- Daniil Olegowitsch Trifonow (* 1991), Pianist und Komponist
- Wladimir Tropp (* 1939), Pianist
- Alexei Wolodin (* 1977), Pianist
- Anna Zassimowa, Pianistin
- Inna Žvaneckaja (1937–2024), ukrainisch-jüdische Komponistin

## Lehrer
- Aram Chatschaturjan (1903–1978), sowjetisch-armenischer Komponist
- Sara Doluchanowa (1918–2007), russisch-armenische Sängerin (Mezzosopran)
- Michail Fichtenholz (1920–1985), russischer Violinist
- Alexander Fiseisky (* 1950), russischer Organist und Musikwissenschaftler
- Alexander Frautschi (1954–2008), russischer Gitarrist
- Juli Galperin (1945–2019), Pianist und Komponist
- Maria Gambarjan (* 1925), Pianistin
- Reinhold Glière (1875–1956), russischer Komponist
- Julija Gontscharenko, russische Pianistin
- Anna Kantor, russische Pianistin
- Alexander Kobrin (* 1980), russischer Pianist
- Matthias Moosdorf (* 1965), deutscher Cellist[1][2]
- Alexander Rosenblatt (* 1956), russischer Pianist und Komponist
- Juri Rosum (* 1954), russischer Pianist
- Tatjana Selikman, russische Pianistin
- Wladimir Tropp (* 1939), russischer Pianist
- Inna Žvaneckaja (1937–2024), ukrainisch-jüdische Komponistin